# Daníel Grétarsson
Daníel Léo Grétarsson (Keflavik, 2 de octubre de 1995) es un futbolista islandés. Juega de defensor y su equipo es el SønderjyskE de la Superliga de Dinamarca.

## Selección nacional
Es internacional absoluta con Islandia. Debutó el 15 de enero de 2020 en un amistoso ante Canadá que ganaron los islandeses por 0-1.

## Clubes
| Club            | País       | Año       |
| --------------- | ---------- | --------- |
| UMF Grindavík   | Islandia   | 2012-2014 |
| Aalesunds FK    | Noruega    | 2015-2020 |
| Blackpool F. C. | Inglaterra | 2020-2022 |
| Śląsk Wrocław   | Polonia    | 2022-2023 |
| SønderjyskE     | Dinamarca  | 2023-     |